# Sunsmart Victorian Open 1972
Il Sunsmart Victorian Open 1972 è stato un torneo di tennis giocato sulla terra rossa. È stata la 3ª edizione del torneo, che fa parte dei Tornei di tennis femminili indipendenti nel 1972. Si è giocato a Melbourne in Australia dal 21 al 26 novembre 1972.

## Campionesse

### Singolare
Evonne Goolagong ha battuto in finale  Patricia Coleman con il punteggio di 6–7, 6–2, 6–2

### Doppio
Evonne Goolagong /  Janet Young  Patricia Coleman /  Sally Irvine con il punteggio di 2–6, 6–4, 6–3